# Trois Petits Orphelins
Pour plus de détails, voir Fiche technique et Distribution.
Trois Petits Orphelins (Three Orphan Kittens) est un court métrage d'animation américain de la série des Silly Symphonies produit par Walt Disney et sorti le 26 octobre 1935. Ce film se base sur The Three Little Kittens (1856), un air pour les enfants attribué à Eliza Follen.

## Synopsis
En pleine nuit d'hiver, une voiture s'arrête et jette dans un jardin, un sac avec trois chatons qui se réfugient dans une maison, où ils vont faire un certain nombre de bêtises..., dont jouer sur le piano, avant d'être découverts par la femme de ménage et sauvés in extremis d'une expulsion par la fillette de la maison.

## Fiche technique
- Titre original : Three Orphan Kittens
- Autres Titres[2] :
  -  Allemagne :  Die drei kleinen Waisenkätzchen
  -  Finlande : Kolme koditonta, Kolme orpoa kissanpentua  et Orvot kissanpennut
  -  France : Trois petits orphelins
  -  Suède : Tre ensamma kattungar, Tre hemlösa kattungar et Tre små kissar
- Série : Silly Symphonies
- Réalisateur : David Hand
- Scénario[1] : Bill Cottrell, Joe Grant d'après Eliza Follen
- Voix[1] : Lillian Randolph (tante Delilah), Marcellite Garner (miaulement et enfants)
- Animateurs[1] : Bob Wickersham, Fred Moore, Hamilton Luske, Ken Anderson
- Producteur : Walt Disney
- Société de production : Walt Disney Productions
- Distributeur : United Artists
- Date de sortie : 26 octobre 1935[2],[3]
- Autres dates[1] :
  - Annoncée : 26 octobre 1935
  - Dépôt de copyright : 6 novembre 1935
  - Première à Los Angeles : 20 au 26 février 1936 au Filmarte en première partie de Le Mouchard de John Ford
  - Première à New York : 21 au 27 novembre 1935 au Radio City Music Hall en première partie de Crime et Châtiment de Josef von Sternberg
- Format d'image : Couleur (Technicolor)
- Son : Mono (RCA Sound System[2])
- Musique[1] : Frank Churchill
  - Musique originale : Hallelujah
  - Extrait de Kitten on the Keys (1921) d'Edward Confrey
- Durée : 8 min 55 s
- Langue : (en)
- Pays :  États-Unis

## Distinction
- Oscar du meilleur court-métrage d'animation 1935
- Prix spécial à la Mostra de Venise 1936 conjointement avec Qui a tué le rouge-gorge ? et Mickey patine[1].

## Commentaires
Ce film a fait l'objet d'une suite : More Kittens (1936).
En raison de sa récompense aux Oscars, ce court métrage a été diffusé avec quatre autres Silly Symphonies dans la compilation Academy Award Review of Walt Disney Cartoons, sortie le 19 mai 1937.